# Adolf Petrovský

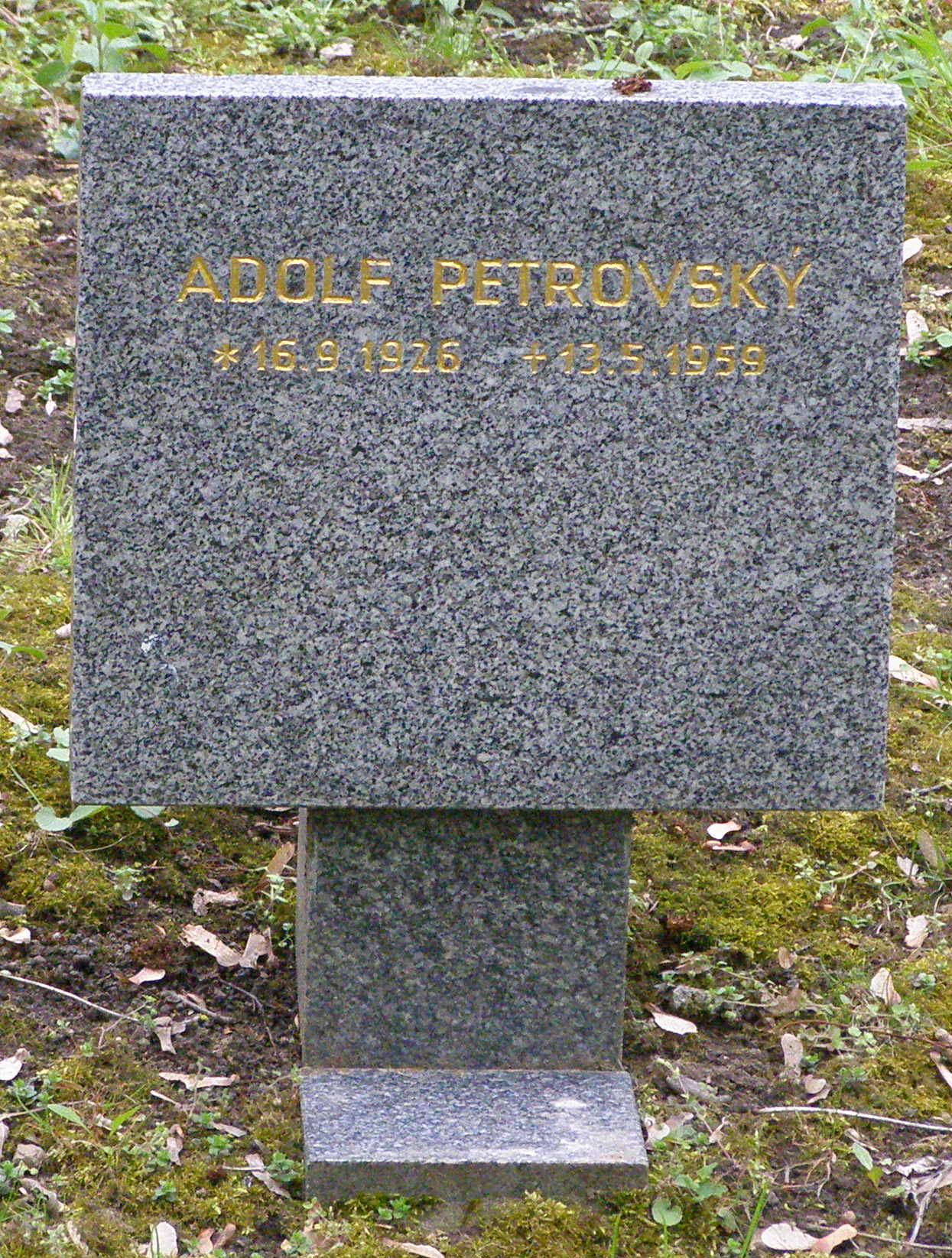
Symbolický hrob na Čestném pohřebišti popravených a umučených z padesátých let – třetí odboj v pražských Ďáblicích

Adolf Petrovský (16. září 1926 nebo 1928 Těchnice – 13. května 1959 Věznice Pankrác) byl český dělník, recidivista a protikomunistický odbojář[zdroj?] odsouzený komunistickým režimem k trestu smrti a popravený v roce 1959.

## Životopis
Narodil se v roce 1926, nebo v roce 1928 v dnes již zaniklé obci Těchnice.

### Pokus o útěk z věznice
Petrovský byl opakovaně vězněn za různé trestné činy, přičemž se několikrát pokusil z věznice uprchnout. V listopadu 1954 se mu to povedlo, když vozem Tatra 111 prorazil se třemi spoluvězni bránu věznice. Zatčen byl o měsíc později v prosinci 1954. V srpnu 1958 se spolu s dvěma spoluvězni pokusil uprchnout z Věznice v Leopoldově, když společně opět ukradli vůz Tatra 111, kterým chtěli stejným způsobem projet hlavní bránou věznice. Přestože se jim podařilo prorazit troje vrata, ta čtvrtá se vozu zničit nepodařilo, a Petrovský tak byl při pokusu o útěk dopaden. Za trestné činy velezrady, pokus o vraždu a rozkrádání a poškození majetku v socialistickém vlastnictví byl poté v září 1958 v politickém procesu odsouzen k trestu smrti. Popraven byl v květnu 1959 v Pankrácké věznici.